# Татищев, Ростислав Евграфович
Ростислав Евграфович Татищев (1742—1820, Москва, похоронен в Донском монастыре) — крупный землевладелец Московской и Симбирской губерний, статский советник, устроитель усадьбы Воробьёво. Внук историка В. Н. Татищева, двоюродный брат князя Н. Б. Юсупова, сводный брат графа А. А. Мусина-Пушкина. В некоторых публикациях Р. Е. Татищева ошибочно называют графом или вельможей.

## Биография
Родился 8 (19) ноября 1743 года в семье полковника Евграфа Васильевича Татищева (1717—1781) и его первой жены Прасковьи Михайловны Зиновьевой, которая умерла вскоре после рождения сына. В честь деда при крещении получил имя «Михаил». В детстве жил в подмосковном имении другого деда, селе Болдино. Будучи неравнодушен к звучным старославянским именам, старик Татищев переименовал его в Ростислава (имя, прежде московской знатью не употреблявшееся).
В 1758 году поступил в Измайловский полк капралом, затем служил в том же полку прапорщиком. В 1777 году состоял прокурором Тверского наместничества, затем до 1779 года — членом Петербургской монетной экспедиции. Перевёлся в экспедицию о государственных доходах камериром, затем экзекутором. В 1783 года числился членом той же экспедиции «по горной части» и прокурором в Берг-коллегии.
В сентябре 1788 года был пожалован орденом Св. Владимира 4-й степени и вскоре вышел в отставку статским советником и занялся обустройством воробьёвского имения. Он унаследовал от отца Тетюшскую волость и сёла: Подкуровка, Ясашная Ташла, Ляховка, Авдотьино (названную в честь жены Авдотьи Ивановны), в Симбирском наместничестве, а от матери — земли в Подольском уезде Московской губернии. Активно скупал угодья соседних помещиков, сосредоточив в своих руках территорию от современного Климовска до западных окраин Домодедова, на которой проживало в 1795 году 2161 душ крестьян.

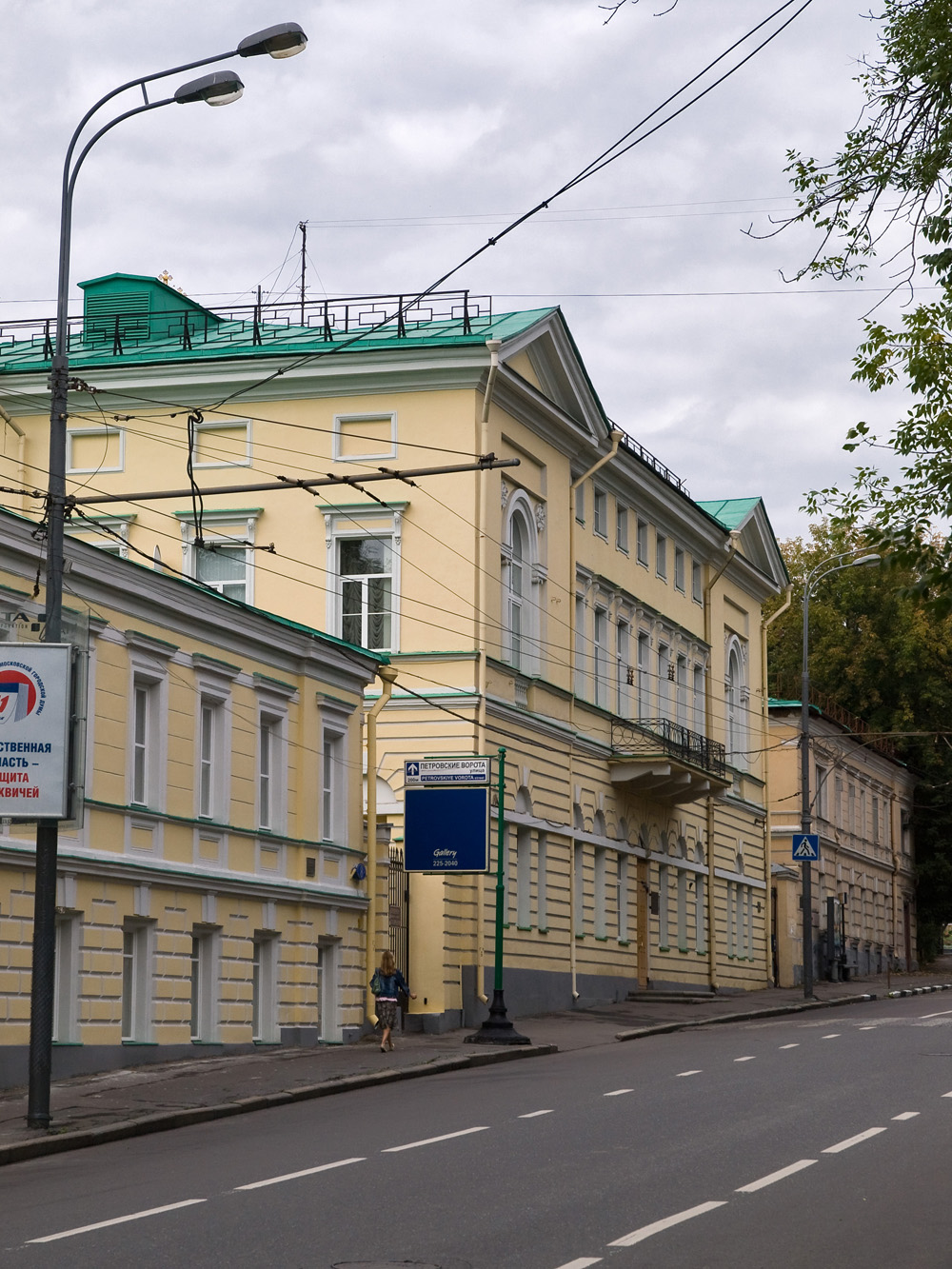
Дом Ростислава Татищева на Петровском бульваре

В Москве на Петровском бульваре Татищев выстроил в 1786 году большую городскую усадьбу (ныне дом № 8). Помимо живописи, одна из комнат дома была убрана зеркалами, что по тем временам было ещё в диковинку. Воспоминания о быте этого дома, проданного в 1860-е гг. купцу Катуару и им перестроенного, оставила артистка А. И. Шуберт, чей отец служил дворецким у зятя Р. Е. Татищева, князя Вяземского.
Умер 16 (28) апреля 1820 года. Был похоронен в некрополе Донского монастыря.

## Семья
Ростислав Татищев, как и отец, был женат трижды. Первая жена, Евдокия Ивановна Бакунина, умерла в 1774 году. От этого брака дочь:
- Александра, наследница имения Константиново, жена Фёдора Ивановича Похвиснева.

Вторая жена — Авдотья Ивановна Грязново (1752—1805), внучка и одна из наследниц графа А. А. Матвеева. В этом браке родилась ещё одна дочь:
- Елизавета (1786—1860), наследница имения Воробьёво, основательница города Климовска, жена князя Сергея Сергеевича Вяземского (1777—1847); у них дочь Варвара.

После смерти второй жены богатый старик Татищев нашёл себе совсем юную невесту, чей отец был на 10 лет моложе его самого. Это была княжна Александра Ивановна Гагарина (24.06.1780— ?), сестра князей Сергея и Григория Ивановичей. Рано овдовев, она вышла замуж за учителя своих падчериц, сына священника. Родные, будучи фраппированы этой партией, отвернулись от неё, а ревнивый муж не выпускал из своего крохотного домика в Георгиевском переулке.